# Atomi Kakei

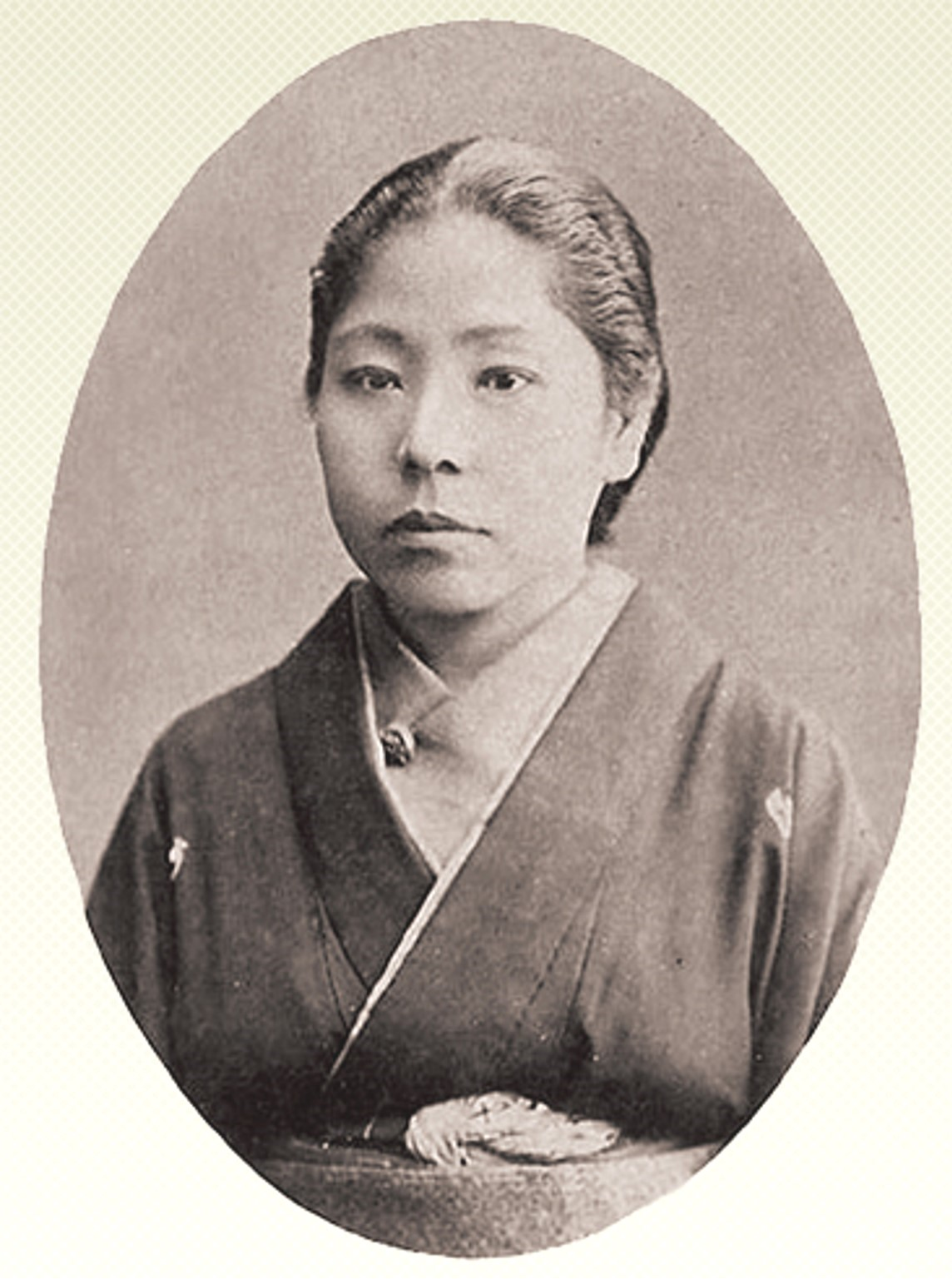
Atomi Kakei

Atomi Kakei (japanisch 跡見 花蹊; geboren 10. Mai 1840 in Osaka; gestorben 10. Januar 1926) war eine japanische Pädagogin während der Meiji- und Taishō-Zeit. Sie gehörte zu den Ersten in Japan, die sich um die Erziehung von Mädchen zu einer guten Ehefrau und einer weisen Mutter bemühte.

## Leben und Wirken
Atomi Kakei wurde als zweite Tochter von Atomi Shigeyoshi (跡見重敬), einem Samurai im Dorf Kizu, heute Ortsteil von Osaka, geboren und führte eigentlich den Vornamen Takino (滝野). Sie hatte gute Kenntnisse in Chinesisch, Poesie, Kalligraphie und Malerei. 1866 haute ihr Vater, der der hochadeligen Familie Anenokōji (姉小路家) diente, eine Nachhilfeschule in Kyōto gegründet. Seine Tochter Kakei übernahm die Schule, zog dann aber nach Tokio und gründete dort 1875 die „Atomi-Mädchenschule“ (跡見女学校, Atomi jogakkō) in Kanda Sarugaku-chō (猿楽町). Die Atomi-Mädchenschule richtet sich an Kinder aus Familien der Mittel- und Oberschicht und bot eine traditionelle Bildung: Unterricht in japanische Sprache, chinesische Studien, Kalligraphie, Nähen, Blumenarrangement, Teezubereitung, Malen und Rechnen, mit besonderem Schwerpunkt auf Waka, Malerei und Kalligraphie. Atomi widmete ihre Bemühungen auf die Kultivierung einer guten japanischer Moral und hatte damit großen Einfluss auf die spätere Sekundarschulbildung von Mädchen in Japan. 1919 ging sie in den Ruhestand.
Nach dem Zweiten Weltkrieg wurden außerdem 1950 ein „Junior College für Frauen“ (女子短期大学, Joshi tanki daigaku) und 1965 das „Atomi Gakuen Women's College“ (跡見学園女子大学, Atomi gakuen joshi daigaku), eine der ältesten Frauenuniversitäten Japans, gegründet.
Atomi hatte sich bereits 1901 an der Gründung der „Patriotic Women's Association“ (愛国婦人会) beteiligt. Sie war auch 1918 eine der Direktorinnen der „Virgin Society Central Division“ (処女会中央部. Shojokai chūōbu) und arbeitete sehr daran, verheiratete Frauen und junge Frauen nationalbetonte Haltung näher zu bringen.